# Coppa del Mondo di slalom parallelo (sci alpino)
La Coppa del Mondo di slalom parallelo è stato un trofeo assegnato dalla Federazione Internazionale Sci (FIS), nella stagione 2019-2020, allo sciatore e alla sciatrice che hanno ottenuto il punteggio complessivo più alto nelle gare di slalom parallelo del circuito della Coppa del Mondo di sci alpino. 
Nelle stagioni successive è stata stilata una classifica, ma non sono stati assegnati trofei.

## Svolgimento
Nel corso di una stagione di Coppa del Mondo di sci alpino, che si svolge abitualmente da fine ottobre a marzo, si disputano varie gare per ognuna delle specialità alpine. Ai primi 30 classificati di ogni singola gara vengono assegnati punti a scalare (100 punti al vincitore, 1 al 30°, un punto va anche a chi si classifica al 31º e 32º posto nei paralleli). La classifica di slalom parallelo viene stilata tenendo conto solo dei risultati degli slalom paralleli. Alla fine della stagione lo sciatore e la sciatrice con il punteggio complessivo più alto vincono la classifica di specialità. Nella stagione 2019-2020 ai primi classificati è stato assegnato un trofeo, cioè una sfera di cristallo che rappresenta il mondo, su un piedistallo. Ha la stessa forma, ma con dimensioni più piccole, del trofeo spettante ai vincitori della Coppa del Mondo di sci alpino.

## Albo d'oro
Albo d'oro dei vincitori della Coppa del Mondo di slalom parallelo maschile e femminile:
| Stagione             | Uomini               | Donne          |
| -------------------- | -------------------- | -------------- |
| Trofei assegnati     |                      |                |
| 2019-2020            | Loïc Meillard        | Petra Vlhová   |
| Trofei non assegnati |                      |                |
| 2020-2021            | Alexis Pinturault    | Petra Vlhová   |
| 2021-2022            | Christian Hirschbühl | Andreja Slokar |